# Na przekór nowym czasom – live
Na przekór nowym czasom – live – wspólny album koncertowy Andrzeja Piasecznego i Seweryna Krajewskiego, dokumentujący ich wyprzedaną trasę koncertową po Polsce, wydany 30 listopada 2009 roku. Nagrania dotarły do 2. miejsca listy OLiS. Album osiągnął nakład blisko 50 tysięcy egzemplarzy.
7 września 2011 roku album uzyskał status podwójnej platynowej płyty co oznacza że osiągnął nakład powyżej 60 tysięcy egzemplarzy

## Lista utworów
Opracowano na podstawie materiału źródłowego.
1. „Na przekór nowym czasom”
2. „Rysowanie tobie”
3. „Gdybym nie zdążył”
4. „Szczęście jest blisko”
5. „Uciekaj moje serce”
6. „Kiedy mnie już nie będzie”
7. „Anna Maria”
8. „Remedium”
9. „Nie jesteś sama”
10. „Trzecia miłość żagle”
11. „Kołysanka dla okruszka”
12. „...i jeszcze”
13. „Chodź, przytul, przebacz”
14. „Nie spoczniemy”
15. „Niebo z moich stron”